# 게리 카터
게리 카터(영어: Gary Edmund Carter, 1954년 4월 8일 ~ 2012년 2월 16일)는 전 미국 프로 야구 뉴욕 메츠, 몬트리올 엑스포스의 선수이다.